# فانتوكس
فانتوكس (بالفرنسية: Vantoux)‏ هي بلدية تقع في فرنسا في Canton of Montigny-lès-Metz. يقدر عدد سكانها بـ 808 نسمة ومساحتها 2.45 كم2 وترتفع عن سطح البحر 284 متر.